# Всё грустное неправда
Everything Sad Is Untrue: (A True Story) (дословно — «Всё грустное неправда: (Правдивая история)») — автобиографический роман Дэниела Найери для детей и подростков, опубликованный 25 августа 2020 года издательством Levine Querido.

## Производство
Автор романа Дэниел Найери заявил, что произведение является «полностью биографическим» и что «первая версия была научно-популярным эссе для взрослых». Поскольку «сердце истории происходило из точки зрения подростка», Найери «изменил некоторые имена и придумал диалог», взяв за основу свой жизненный опыт, полученный во время доподросткового периода. Автор считает книгу мемуарами. Хотя Найери начал писать книгу в 20 лет, он заявил, что обдумывал её написание ещё с 10 лет.
Автор романа отметил: «Книга сразу же просит читателя не лгать самим себе. Не верить, что они лучше. Не уклоняться от вины. И отсюда она намеревается убедить читателя, что, строго говоря, все наши воспоминания — это ложь, которую мы рассказываем сами себе» .

## Критика
Everything Sad Is Untrue был в целом хорошо воспринят, это подтверждают в том числе помеченными звёздочками обзоры от Booklist, The Bulletin of the Center for Children's Books, Kirkus Reviews, Publishers Weekly и School Library Journal.
В различных обзорах книгу назвали «завораживающей и мощной», «современной эпопеей», «впечатляющей».
Ронни Хури из Booklist отметил: «Найери прямо бросает вызов тому, с чем молодые читатели могут справиться, по форме и содержанию, но кто может отказать ему, когда демонстрируется его собственный опыт? Он многого требует от читателей, но взамен даёт им всё», и в конечном итоге назвал книгу «замечательным произведением, которое поднимает литературную планку в детской литературе».
BookPage, The Bulletin of the Center for Children’s Books, The New York Times, NPR, Publishers Weekly, Today и The Wall Street Journal назвали Everything Sad Is Untrue одной из лучших книг года.

## Награды
| Год  | Награда                                                        | Результат  | Прим.         |
| ---- | -------------------------------------------------------------- | ---------- | ------------- |
| 2020 | Выбор редакции Booklist: книги для молодёжи                    | Выбор      | [ 15 ]        |
| 2021 | Список лучших книг для подростков                              | Топ 10     | [ 16 ]        |
| 2021 | Премия Святого Христофера для молодёжи                         | Выбор      | [ 17 ]        |
| 2021 | Премия памяти Джуди Лопес в области детской литературы         | Победитель | [ 18 ]        |
| 2021 | Премия Майкла Л. Принца                                        | Победитель | [ 19 ] [ 20 ] |
| 2021 | Ближневосточная книжная премия в области молодёжной литературы | Победитель | [ 21 ]        |
| 2021 | Премия Уолтера Дина Майерса                                    |            | [ 22 ]        |